# ミスター・ココナッツ
『ミスター・ココナッツ』（原題：合家歡、英題：Mr. Coconut）は、1989年公開のコメディ香港映画。
数年後に迫る香港返還を背景に、中国本土と香港の人々が文化の違いを乗り越え家族となるテーマを描く。興行は成功を収め、マイケル・ホイが1990年の香港アカデミー賞主演男優賞にノミネートされた。
日本では、「マイケル・ホイ電影スペシャル92」と銘打って『ホンコン・フライド・ムービー』『ミスター・ココナッツ』『フロント・ページ』の順に三週にわたり小規模上映された。

## あらすじ
中国海南島の農村で椰子の実や魚を獲って暮らしているナン（マイケル・ホイ）は、20年前に別れた妹のピン（オリヴィア・チェン）に手紙で招かれ、香港を訪れる。妹夫婦のマンションに居候を決め込み、香港育ちの妹婿ウォン（レイモンド・ウォン）、姪のキャットとスキニー、同居の義妹カリン（ジョイ・ウォン）らと暮らし始めるナン。しかし、あまりの習慣・文化の違いに騒動が絶えず、ウォン一家は困惑する。
そんなある日、ナンは視聴者参加テレビ番組に出演し、景品のロンドン旅行を勝ち取る。厄介払いできると喜んでナンを旅行に送り出すウォンだったが、その夜、彼の乗る旅客機が墜落したとの知らせが。邪険にしたことを悔やみ悲嘆に暮れる一方、知り合いの勧誘員ライム（リッキー・ホイ）を介して多額の生命保険がかけられていたことを知り、舞い上がるウォン一家。だが、保険金の受け取りを待つ一家のもとに、ナンが再び姿を現す。

## キャスト
| 役名                            | 俳優                            | 日本語吹替 |
| 役名                            | 俳優                            | VHS版      |
| ------------------------------- | ------------------------------- | ---------- |
| ガンカイ・ナン （雁歸南）       | マイケル・ホイ （許冠文）       | 小島敏彦   |
| ピン （雁燕萍）                 | オリヴィア・チェン （鄭文雅）   |            |
| ウォン （黃嘉範）               | レイモンド・ウォン （黃百鳴）   |            |
| キャット （炮妹）               | ウォン・ヒウラム （黃曉琳）     |            |
| スキニー （奀珠）               | チャン・チョックユン （陳卓欣） |            |
| カリン （黃嘉玲）               | ジョイ・ウォン （王祖賢）       |            |
| 保険勧誘員ライム （經紀拉）     | リッキー・ホイ （許冠英）       | 田原アルノ |
| ウォンの雇い主マリア （瑪莉亞） | マリア・コルデロ                |            |
| カリンの裕福な恋人フイ          | サイモン・ヤム （任達華）       |            |
| カリンの新たな恋人ブッシュ      | レオン・カーフェイ （梁家輝）   |            |
| テレビ番組の司会者              | クリフトン・コウ （高志森）     |            |